# Mr. A-Z
Mr. A-Z es el segundo álbum de estudio de Jason Mraz, publicado el 26 de julio de 2005. Obtuvo un éxito comercial moderado al debutar en el número 5 de la lista musical Billboard's Top 200 albums.
El álbum fue nominado por la Recording Academy para mejor diseño de álbum y su productor Steve Lillywhite, quien había trabajado previamente con U2, Dave Matthews Band y The Rolling Stones, ganó el premio de productor del año por su trabajo en Mr. A-Z.
Se puede encontrar un solo de ópera realizado por Jason Mraz en el sencillo "Mr. Curiousity".

## Formatos
En Estados Unidos y Europa, el álbum fue lanzado tanto en CD como en DualDisc.  La versión de DualDisc incluía un empaque mejorado y un folleto extra.

## Ventas
En Estados Unidos, el álbum se mantuvo entre los Top 50 durante tres semanas:
- Primera semana: 67.000   (67.000)
- Segunda semana: 34.000   (101.000)
- Tercera semana: 24.000   (125.000)

## Lista de canciones
| N.º | Título                                             | Escritor(es)                                         | Duración |  |
| 1.  | «Life Is Wonderful»                                | Jason Mraz, Stephanie Poole, Alanna Ferri            | 4:20     |  |
| 2.  | «Wordplay»                                         | Jason Mraz, Kevin Kadish                             | 3:06     |  |
| 3.  | «Geek in the Pink»                                 | Jason Mraz, Ian Sheridan, Kevin Kadish               | 3:55     |  |
| 4.  | «Did You Get My Message? (feat. Rachael Yamagata)» | Jason Mraz, Dan Wilson                               | 4:00     |  |
| 5.  | «Mr. Curiousity»                                   | Jason Mraz, Dennis Morris, Lester Mendez             | 3:54     |  |
| 6.  | «Clockwatching»                                    | Jason Mraz, Dennis Morris, Ainslie Henderson         | 4:23     |  |
| 7.  | «Bella Luna»                                       | Jason Mraz, Billy "Bushwalla" Galewood               | 5:02     |  |
| 8.  | «Plane»                                            | Jason Mraz, Dennis Morris                            | 5:13     |  |
| 9.  | «O. Lover»                                         | Jason Mraz, Dennis Morris                            | 3:54     |  |
| 10. | «Please Don't Tell Her»                            | Jason Mraz, Eric Hinojosa                            | 3:36     |  |
| 11. | «The Forecast»                                     | Jason Mraz, Eric Hinojosa                            | 3:44     |  |
| 12. | «Song for a Friend»                                | Jason Mraz, Dan Wilson, Dennis Morris, Eric Hinojosa | 8:09     |  |

| Bonus Tracks |                                                                                    |          |  |
| N.º          | Título                                                                             | Duración |  |
| 13.          | «Geek in the Pink (Lillywhite Remix)» (iTunes Bonus Track)                         | 3:56     |  |
| 14.          | «Rocket Man (Demo acústico)» (iTunes Bonus Track (Estados Unidos e internacional)) | 3:35     |  |
| 15.          | «Burning Bridges (Demo no publicado)» (iTunes Bonus Track (internacional))         | 3:49     |  |
| 16.          | «Prettiest Friend (Demo)» (iTunes Bonus Track (internacional))                     | 4:19     |  |